# Blaustreifengrundel
Die Blaustreifengrundel (Lythrypnus dalli) oder Catalina-Grundel ist ein kleiner Meeresfisch, der im Ostpazifik, von der Morro Bay bis zum Golf von Kalifornien und westlich bis nach Guadalupe vorkommt. Zuerst wurde sie von Santa Catalina Island vor Los Angeles beschrieben.

## Merkmale
Die Fische werden nur 6,5 Zentimeter lang und sind auffällig leuchtend rot gefärbt. Vier bis neun irisierende blaue Querstreifen erstrecken sich über Kopf und Körper. Sie sind auf dem Rücken schmaler. Die erste Rückenflosse ist hoch, besonders bei den Männchen.

## Lebensweise
Die Fische bewohnen felsige Böden und zeigen sich recht offen, ziehen sich bei Bedrohung aber in Felsspalten, Löcher oder zwischen den Stacheln von Seeigeln zurück. Sie sind revierbildend. Die Weibchen legen ihren Laich in leere Muschelschalen. Das Gelege wird anschließend vom Männchen bewacht. Blaustreifengrundel bevorzugen kühles Wasser von 15 bis 18 °C, halten sich nur im Winter im flachen Wasser auf und wandern im Sommer in mehr als 50 Meter Tiefe. Sie ernähren sich vor allem von kleinen Krebstieren. Oft sieht man sie zusammen mit der ähnlich gefärbten aber scheueren Lythrypnus zebra.